# ユジュ
ユジュ（朝: 유주、英: YUJU、1997年10月4日 - ）は、韓国の歌手。女性アイドルグループ・GFRIENDのメンバー。身長169cm、血液型B型。徳陽区高陽市出身。

## 来歴
2011年、15歳の時、にオーディション番組「K-POPスター」に出演するも落選。その後、チュヨプ高校在学中に、SOURCE MUSICのオーディションに合格します。
2015年1月、GFRIENDのメンバーとしてデビューした。同年4月8日、ドラマ『匂いを見る少女』のOST「偶然に春」に歌唱参加。初のソロ歌唱OSTである。
2021年5月22日、所属事務所SOURCE MUSICとの契約を終了し、GFRIENDとしての活動を終了。同年9月1日、ソロ歌手して活動をするためにKONNECTに移籍を発表。
2022年1月18日、ミニアルバム『REC.』を発売し、ソロ歌手としてデビュー。

## 作品

### ミニアルバム
| No. | タイトル                   | 収録曲 |
| --- | -------------------------- | --- |
| 1st | REC. （2022年1月18日）     | 1. Bad Blood（Intro） 2. Play（遊び） 3. やっと、冬（Cold Winter）（Feat. Mad Clown） 4. テキーラ（The Killa） 5. Blue Nostalgia           |
| 2nd | O （2023年3月7日）         | 1. 9 Years 2. Without U 3. 夢（Dreaming） 4. 桃の花（Feat. sokodomo） 5. Full Circle                                                       |
| 3rd | In Bloom （2025年8月12日） | 1. REPLY 2. オリオン座 3. あの日の事件（Feat.チョン・セウン） 4. moonstruck love 5. No Metter（Feat.GEMINI） 6. 雲にかかった夕焼けのように |

### デジタルシングル
| No. | タイトル                                      | 収録曲                          |
| --- | --------------------------------------------- | ------------------------------- |
| 1st | Evening（Feat. Big Naughty） (2022年7月28日） | 1. Evening（Feat. Big Naughty） |
| 2nd | DALALA (2023年9月20日）                       | 1. DALALA                       |

### OST
- 2015年4月8日 SBS『匂いを見る少女』OST Part.2 -「偶然に春」
- 2018年8月7日 tvN『ゴハン行こうよ3：ビギンズ 』OST Part.3 -「この歌だけ」
- 2018年12月24日 SBS『ボクスが帰ってきた』OST Part.5 -「雪花愛」
- 2020年3月27日 チャンネルA『ユ・ビョルナ！ムンシェフ』OST Part.1 -「ああしたりこうしたり」
- 2020年8月28日 SBS『アリス 』OST Part.1 -「Secret（Feat. ISHXRK）」
- 2020年12月17日 tvN『女神降臨』OST Part.2 -「I'm in the Mood for Dancing」
- 2021年1月20日 JTBC『それでも僕らは走り続ける』OST Part.10 -「Falling」
- 2021年6月5日 MBN『ポッサム〜愛と運命を盗んだ男〜』OST Part.11 -「慰め（String Ver.）」
- 2021年8月30日 KBS『警察授業』OST Part.5 -「残ってる（Prod. by ジニョン）」
- 2022年5月25日 Disney+『キスシックスセンス』OST Part.1 -「アメリカーノみたい 君は」
- 2022年6月13日『不気味な同居』OST Part.1 -「Tell Me This Is Real」
- 2022年7月16日『クローザーズ：Paradise』OST -「Paradise」
- 2022年9月29日 tvN『月水金火木土』OST Part.1 -「Real Love」
- 2023年12月9日 MBC『烈女パク氏契約結婚伝』OST Part.3 -「すべての世界が私に」

## 受賞歴
- 2015年度
  - 第7回Melon Music Awards  ベストOST賞（「偶然に春」）[6]
- 2024年度
  - 第33回ソウル歌謡大賞 ニューウェーブスター賞

## 出演

### 映画
- Ma'am Chief: Shakedown in Seoul（2023年11月15日公開）

### ラジオ
- YUJU's Night View（2022年8月9日 - 12月27日、KBS クール FM）